# Westview Apollon
Il Westview Apollon è stata una società calcistica sudafricana, con sede a Port Elizabeth (Provincia del Capo).

## Storia
Di proprietà greca-ebraica, il Westview Apollon ottenne nel 1965 la promozione nella massima divisione della NFL al termine della fase finale dopo aver vinto il girone del Capo Orientale.
Dopo due tredicesimi posti ottenuti nella NFL 1966 e NFL 1967, la squadra cessò ogni attività al termine della sua seconda stagione nella massima serie calcistica sudafricana.

## Palmarès
- National Football League Division II: 1

1965